# Mimar-Sinan-Moschee Lauda
Die Mimar-Sinan-Moschee im Lauda-Königshofener Stadtteil Lauda existiert seit 1990 als islamisches Gebetshaus für hauptsächlich türkischstämmige Muslime. Der offizielle türkische Name der Moschee lautet Mimar Sinan Camii Lauda (deutsch: Architekt-Sinan-Moschee Lauda). Der Namensgeber Mimar Sinan war der bedeutendste osmanische Architekt im 16. Jahrhundert. Die Moschee wird vom Moscheeverein Türkisch-Islamische Gemeinde e. V. betrieben, der Mitglied des Dachverbandes DİTİB ist.

## Geschichte

### Vorgeschichte
Bereits im Jahre 1987 wurde in der Bahnhofstrasse 1 in Lauda eine Moschee von damals 65 Mitgliedern gegründet.

### Umzug der Moschee

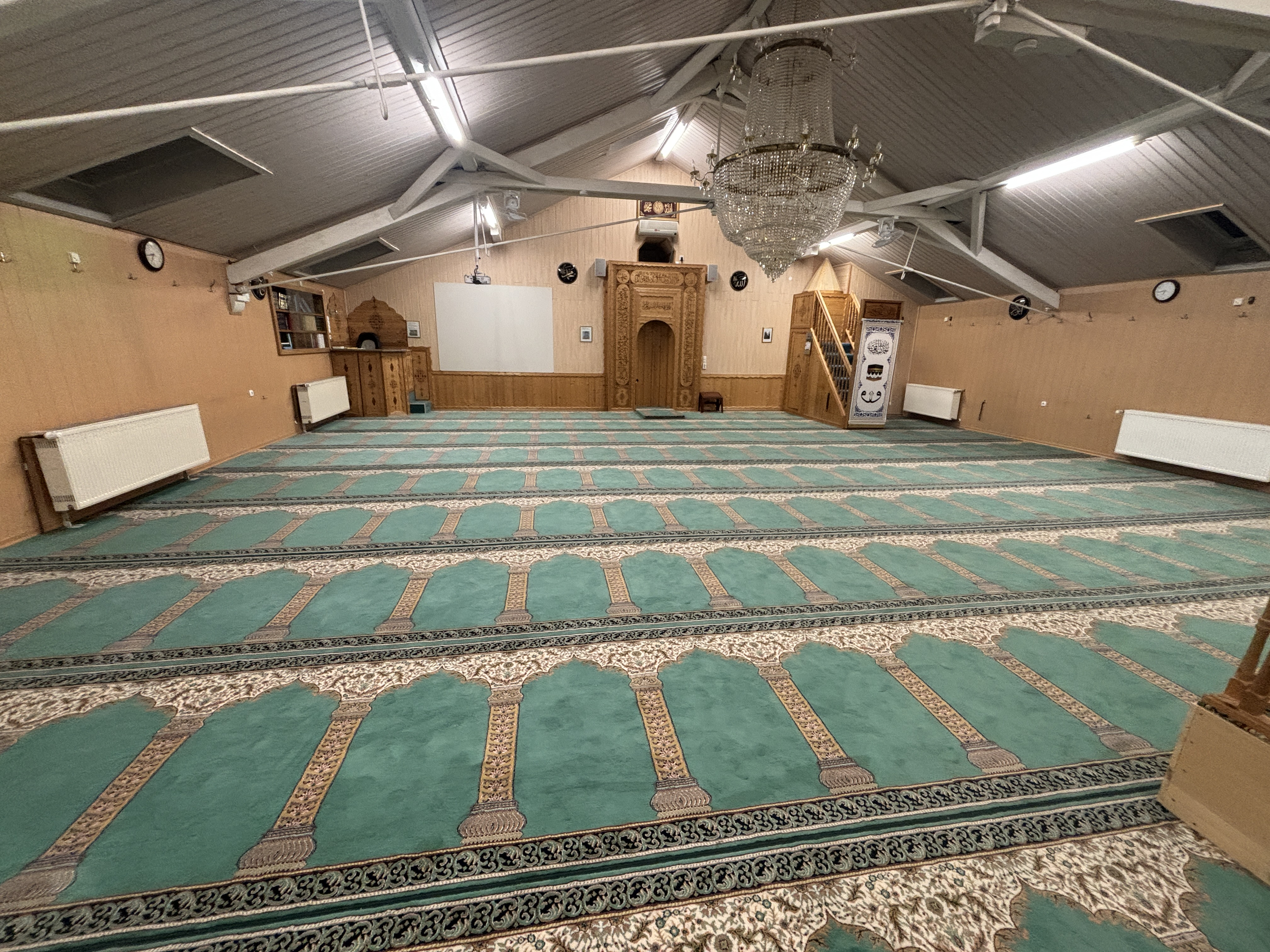
Innenansicht der Mimar-Sinan-Moschee in Lauda, 2024

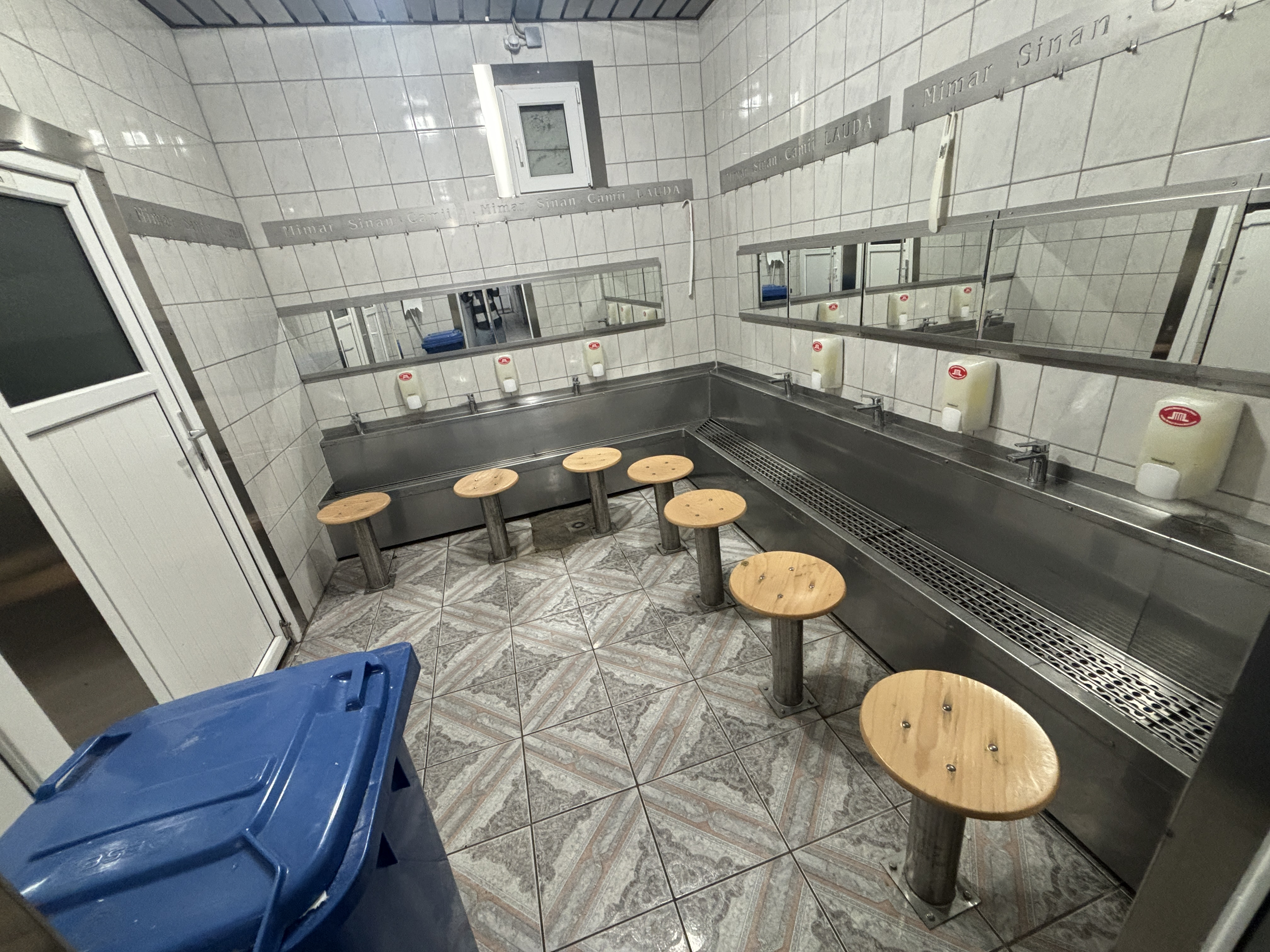
Raum für rituelle Waschungen in der Mimar-Sinan-Moschee, 2024

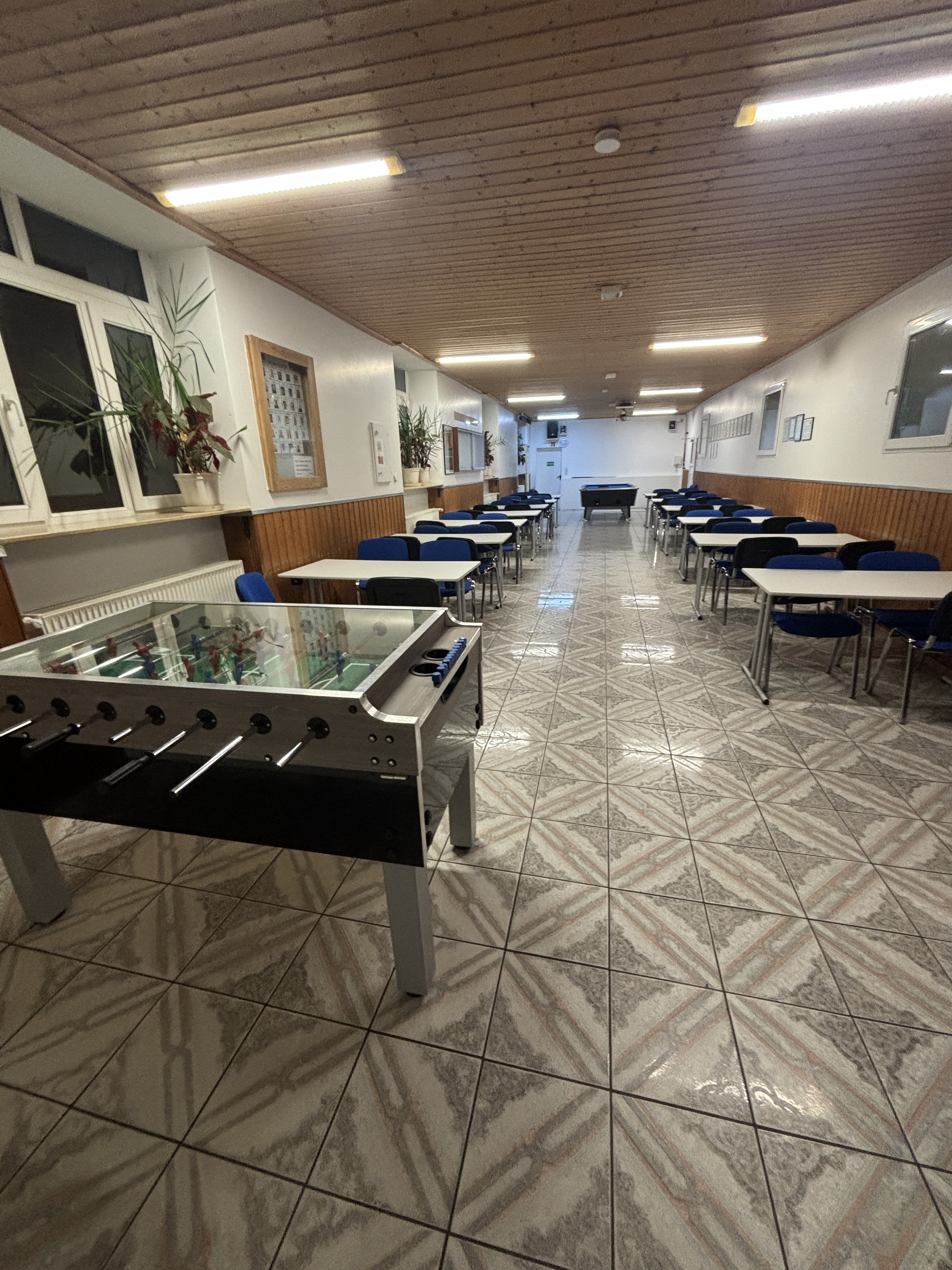
Angeschlossener Aufenthaltsraum der Mimar-Sinan-Moschee, 2024

Als nach vier Jahren die Mitgliederzahl auf 163 angestiegen war, wurden größere Räume benötigt. So kam es im Jahre 1990 zu einem Umzug der Moschee in die Bahnhofstrasse 27. Im November 2010 feierte die Moscheegemeinde das 20-jährige Bestehen der Moschee.

## Moscheegemeinde

### Verein
Der Laudaer Moscheeverein Türkisch-Islamische Gemeinde e. V. ist als Trägerverein Mitglied der Türkisch-Islamischen Union der Anstalt für Religion e. V. (DİTİB). Der Dachverband DİTİB vertritt bundesweit über 960 Gemeinden.
Der Moscheeverein Lauda verfolgt die folgenden Ziele:

„Unser Ziel ist es, Musliminnen und Muslime einen Ort zur Ausübung ihres Glaubens zu geben und einen Beitrag zur Integration zu leisten. Stets haben wir als gemeinnützige Einrichtung einen offenen, kooperativen Umgang und Dialog mit allen Institutionen und Religionen. Wir beachten den Grundsatz der Gleichbehandlung unter den Mitgliedern und der Transparenz gegenüber den Mitgliedern und nach aussen. Wir verfolgen gemeinnützige religiöse, wohltätige, kulturelle und sportliche Zwecke. Zur Verwirklichung der satzungsgemäßen Ziele üben wir unsere Aktivitäten ehrenamtlich aus.“

### Gemeindeleben
Abgesehen vom Gebet in Arabisch wird vorwiegend Deutsch und Türkisch gesprochen. Täglich werden Gebete abgehalten, besonderes Gewicht hat dabei vor allem das Freitagsgebet.
Der interreligiöse Dialog wird durch verschiedene  Veranstaltungen, unter anderem durch Tage der offenen Moschee sowie Nachbarschaftskontakte, Schulbesuche und Multi-Kulti-Feste auf vielfältige Weise gepflegt.
In Lauda wurde laut Imam Ercan Üstün ein muslimischer Beerdigungsplatz eingerichtet. In einer Gesprächsrunde im Januar 2017 zwischen dem Koordinationsteam der Notfallseelsorger aus dem Main-Tauber-Kreis und muslimischen Seelsorgern ergänzte Üstun: „Dies wäre auch in weiteren Städten im Landkreis wünschenswert“. Der Bedarf sei gegeben, da nicht mehr alle Verstorbenen Muslime in ihre Heimatländer überführt werden.

### Imame
- Seit 2016: Ercan Üstün[9]

## Moschee in der Bahnhofsstraße
Die Moschee in der Bahnhofsstraße der Stadt Lauda ist von außen als Moschee kaum zu erkennen. Das Grundstück liegt am Bahnhof Lauda und wird von einem allgemeinen Wohngebiet umgeben.